# عزبه البرج
عزبه البرج (به عربی: عزبة البرج) یک منطقهٔ مسکونی در مصر است که در استان دمیاط واقع شده‌است. عزبه البرج ۷۰٬۰۰۰ نفر جمعیت دارد.